# Scheinfeld
Scheinfeld település Németországban, azon belül Bajorországban. Lakosainak száma 4945 fő (2023. december 31.).

## Népesség
A település népessége az elmúlt években az alábbi módon változott:
| Lakosok száma | 1166 | 2516 | 3744 | 4225 | 4583 | 4565 | 4613 | 4599 | 4706 | 4945 |
|               | 1875 | 1950 | 1975 | 1987 | 2012 | 2014 | 2016 | 2017 | 2021 | 2023 |